# Gutuater

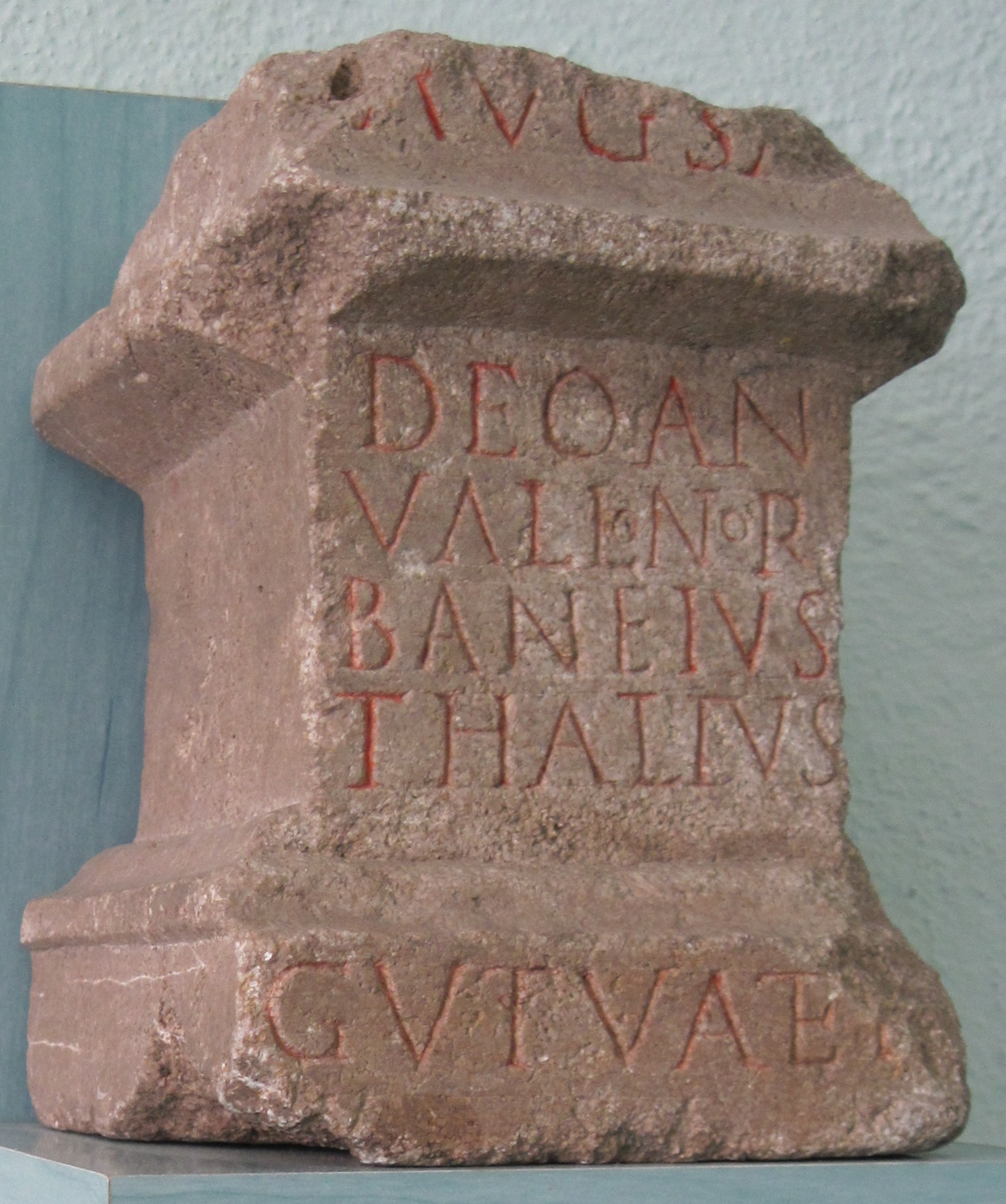
Iscrizione, in latino, realizzata su uno dei due piccoli altari rinvenuti nella cittadina francese di Autun. Alla base è ben riconoscibile il titolo di gutuater.

Il gutuater, all'interno del sistema della religione gallica, era un membro della classe sacerdotale addetto alla custodia e alla cura di un santuario o di un recinto sacro, cioè di un sacello. Questa figura, le cui funzioni, sebbene legate all'invocazione, non sono note con precisione,  può essere considerata una sottocategoria dei druidi e, probabilmente, ricopriva un ruolo di dignitario religioso il cui rapporto con i massimi ministri del culto è, purtroppo, completamente incerto.
È in corso un dibattito tra gli studiosi sul fatto che questo termine costituisse anche un nome proprio o fosse un uso generalizzato di un nome proprio, malgrado ci siano importanti problemi filologici a questo proposito.

## Etimologia del termine
La parola gutuater è il risultato dell'adattamento latino operato sul forestierismo gallico *gutuatir, scomponibile in *gutu- e *-atir. Lo studio etimologico del primo lessema ne rivela la provenienza dalla radice proto-celtica *gutu-, significante "voce", mentre il secondo riconduce alla radice proto-celtica *ɸatīr o *fatīr, cioè "padre", dunque il probabile significato complessivo era quello di "invocatore" o, secondo altri esperti, di "profeta", con un ruolo analogo al pontifex maximus latino, anche se vitalizio.
Per la determinazione del significato di gutuater è utile ricorrere, inoltre, al termine irlandese guth, col significato di "voce, suono" o "voto", registrato già nel periodo antico della lingua ibernica e singenico a gutu(-ater).

## Testimonianze
La sopravvivenza di tale carica è attestata precipuamente da quattro iscrizioni romane in alfabeto latino della prima età imperiale, quando questa era riservata ai Galli in possesso della cittadinanza romana. Tali iscrizioni provengono da alcuni siti della Gallia, precisamente da Le Puy-en-Velay, Autun e Mâcon, località inglobate in quelle che all'epoca erano le Tres Galliae.

## Funzioni
Il suo compito originario era probabilmente l'invocazione del dio da convocare per il sacrificio o per rituali d'altra natura.

## Ilgutuaterdi Cenabum
Una particolare menzione merita il gutuater di Cenabum, rimasto altrimenti anonimo, il cui prestigio derivava dall'essere il custode del nemeton centrale della Gallia, centro cultuale pangallico.
Forse fu proprio questo prestigio a renderlo in grado di sobillare, nel 52 a.C. (e forse già prima, nel 54-53 a.C., all'epoca dell'esecuzione di Tasgezio), la rivolta gallica contro la campagna di conquista di Cesare, ordinando l'eccidio dei commercianti romani insediatisi a Cenabum, oppidum dei Carnuti (da identificare con l'attuale Orléans).
Il massacro di Cenabum, secondo Cesare, fu pianificato con una riunione tenuta "in mezzo al bosco", identificato con la foresta dei Carnuti, quale primo atto di una pianificazione più complessa che doveva portare alla sollevazione generale della Gallia. Cesare, tuttavia, non nomina nessuno dei Galli presenti alla riunione ed è parco di ulteriori notizie. Secondo Christian Goudineau, "queste righe vanno prese con molta cautela", dato che il resoconto organizza la classica messa in scena di una congiura, simile a quella di Catilina descritta da Sallustio nel De Catilinae coniuratione.
In ogni caso, la notizia del massacro di Orléans volò di bocca in bocca, secondo l'usanza dei popoli gallici e, prima che faccia notte, percorre le 160 miglia che la separano dal paese degli Arverni, determinando così l'apparizione di Vercingetorige nel resoconto di Cesare.
Il gutuater di Cenabum fu catturato nel 51 a.C., poco dopo la battaglia di Alesia, e mandato a morte per l'insistenza delle legioni, che riuscirono a vincere la netta contrarietà di Cesare.

### Esplicative
1. ↑  Costui non va confuso infatti con quel Cotuato che, insieme a Conconnetodumno (o Conconnetodunno), si trova a capo dei Carnuti. Entrambi si guadagnano la definizione di «scellerati» da parte di Cesare (De bello Gallico VII, 3). A tal proposito, si può confrontare: Zecchini 2002, p. 115.

### Bibliografiche
1. 1 2 3  Maier 1998, p. 138.
2. ↑  Zecchini 2009, p. 150.
3. 1 2  Delamarre 2003, p. 184.
4. 1 2  Matasović 2009, p. 169.
5. 1 2 3  Zecchini 2002, p. 31.
6. 1 2  Matasović 2009, p. 126.
7. 1 2 3  Demandt 2003, p. 48.
8. ↑  Birkhan 1999, p. 896.
9. ↑  Birkhan 1999, p. 899.
10. ↑  Irzio, De bello Gallico, VIII, 38 Archiviato il 23 gennaio 2009 in Internet Archive..
11. ↑  Zecchini 2009, p. 115.
12. ↑  Cesare, De bello Gallico, VII, 1 Archiviato il 15 maggio 2008 in Internet Archive..
13. ↑  Christian Goudineau. Regards sur la Gaule, Ed. Errance, Paris, 1998, p. 171.
14. ↑  Cesare, De bello Gallico, VII, 4 Archiviato il 15 maggio 2008 in Internet Archive..
15. ↑  Zecchini 2002, pp. 81, 83.

### Fonti primarie
- Cesare, De bello Gallico, VII Archiviato il 15 maggio 2008 in Internet Archive.
- Irzio, De bello Gallico VIII Archiviato il 23 gennaio 2009 in Internet Archive.

### Fonti epigrafiche
- CIL

### Fonti secondarie
- (DE) Helmut Birkhan, Kelten. Versuch einer Gesamtdarstellung ihrer Kultur, 3ª ed., Wien, Verlag der Österreichischen Akademie der Wissenschaften, 1999  [prima edizione 1997], ISBN 3-7001-2609-3, OCLC 955192237, SBN BVE0170024.
- (FR) Xavier Delamarre, Dictionnaire de la langue gauloise. Une approche linguistique du vieux-celtique continental, collana Collection des Hespérides, prefazione di Pierre-Yves Lambert, 2ª ed., Paris, Errance, 2003  [prima pubblicazione 2001], ISBN 2-877-72237-6, OCLC 1042958106, SBN TO01377884.
- Alexander Demandt, I celti, a cura di Enrica Fontani, collana Universale Paperbacks il Mulino, traduzione di Camilla Beltrami, Bologna, Il Mulino, 2003  [prima pubblicazione in lingua tedesca 1998], ISBN 88-15-09306-0, SBN VIA0099376.
- (EN) Bernhard Maier, Dictionary of Celtic Religion and Culture, traduzione di Cyril Edwards, Woodbridge, Boydell Press, 1998  [prima apparizione in lingua tedesca 1994], ISBN 0-85115-660-6, OCLC 36074567, SBN PUV0327732.
- (EN) Ranko Matasović, Etymological Dictionary of Proto-Celtic (PDF), collana Leiden Indo-European Etymological Dictionary Series, Leiden-Boston, Brill, 2009, ISBN 978-90-04-17336-1, OCLC 262430534, SBN PUV1169489.
- Giuseppe Zecchini, Vercingetorige, collana Biblioteca Essenziale Laterza, Roma-Bari, Laterza, 2002, ISBN 88-420-6698-2, SBN LO10620223.
- Giuseppe Zecchini, Le guerre galliche di Roma, collana Quality paperbacks, Roma, Carocci, 2009, ISBN 978-88-430-5001-7, SBN UBO3661957.